# Сарненський ґебіт
Са́рненський ґебі́т, Са́рненська окру́га (нім. Kreisgebiet Sarny) — адміністративно-територіальна одиниця генеральної округи Волинь-Поділля Райхскомісаріату Україна з центром у Сарнах, яка існувала протягом німецької окупації Української РСР.

## Історія
6 липня 1941 року Сарни зайняли німецькі війська. 1 вересня 1941 опівдні на території Домбровицького, Клесівського, Рафалівського, Рокитнівського, Сарненського і Володимирецького районів передвоєнної Рівненської області утворено Сарненську округу. Комісаром гебіту був урядовий асистент на прізвище Гуала.
В окрузі з вересня 1941 по 1943 рік виходив часопис «Голос Сарненщини», редактором був Микола Бережнюк. 14 жовтня 1942 року на території Сарненщини створено перші загони УПА.
Ґебіт підпорядковувався Рівненському суду. На території округи з першої половини 1942 року діяв Рівненський господарський банк, який був одним із німецьких засобів економічного пограбування окупованих територій. Діяли також дві технічно-механічних школи.
Станом на 1 вересня 1943 Сарненський ґебіт поділявся на 6 німецьких районів: район Володимирець (нім. Rayon Wladimirez), район Дубровиця (нім. Rayon Dombrowiza), район Клесів (нім. Rayon Klesow), район Рафалівка (нім. Rayon Rafalowka), район Рокитне (нім. Rayon Rokitno) і район Сарни (нім. Rayon Sarny).
11 січня 1944 року радянські війська відвоювали Сарни у німецьких військ.

## Склад
Адміністративно до складу Сарненського гебіту входило 6 районів:
| Район                 | Назва (нім.)     | Площа, км² | Населення, осіб |
| --------------------- | ---------------- | ---------- | --------------- |
| Домбровицький район   | Rayon Dombrowiza | 553 км²    | 31 399          |
| Клесівський район     | Rayon Klesow     | 864 км²    | 18 379          |
| Рафалівський район    | Rayon Rafalowka  | 1016 км²   | 31 876          |
| Рокитнянський район   | Rayon Rokitno    | 997 км²    | 22 111          |
| Сарненський район     | Rayon Sarny      | 989 км²    | 41 409          |
| Володимирецький район | Rayon Wladimirez | 1015 км²   | 41 046          |